# Speicherkraftwerk Waldhausen
Das Kraftwerk Waldhausen ist ein durch das Elektrizitätswerk der Stadt Bräunlingen betriebenes Speicherkraftwerk. Es liegt im Ortsteil Waldhausen, am Brändbach, unterhalb des Kirnbergsees.

## Geschichte
Die Stadt Bräunlingen betrieb seit 1905 ein Elektrizitätswerk in der Zähringerstraße, das mittels zweier 30-kW-Dampfmaschinen Gleichstrom für ein Dreileiter-Gleichstromnetz 220 V/110 V erzeugte. Die Leistung dieses Städtischen Kraftwerks reichte bald nicht mehr aus, so dass man sich für den Bau eines Speicherkraftwerks entschied. Hierzu wurde der Brändbach am Kirnberg zu einem Speichersee aufgestaut, von dem eine Druckrohrleitung zum drei Kilometer entfernten Kraftwerk in Waldhausen führt.

### Bau
Am 4. Dezember 1921 erfolgte die Grundsteinlegung für eine in Stampfbeton ausgeführten Talsperre an der Taleinschnürung des Kirnbergs. Die als Schwergewichtsmauer ausgebildete bogenförmige Brändbachtalsperre ist 15 m hoch, hat eine Kronenlänge von 130 m und ist auf der Talseite mit Bruchsteinen verkleidet. Durch die Staumauer bildete sich der 32 Hektar große Kirnbergsee mit einem Fassungsvermögen von 1,7 Millionen Litern Wasser. Die Mauer steht komplett auf – nur mit einer 2 m starken Bodenauflage überzogenem – Fels. Das ganze Baumaterial wurde unmittelbar in der Nähe der Staumauer in örtlichen Steinbrüchen gewonnen.
Parallel zum Bau der Staumauer wurde in Waldhausen ein Krafthaus für insgesamt drei Maschinensätze errichtet. Zwischen dem auf 785 m Höhe liegenden Kirnbergsee und dem 66 m tiefer liegenden Kraftwerk wurde eine 2865 m lange Druckrohrleitung mit einer lichten Weite von 700 mm und einer Wandstärke von 18 bzw. 20 mm aus Gusseisen errichtet.
Die Staumauer wurde 1955 um 2 m erhöht und mit einer Vorsatzschale aus Stahlbeton versehen. Im Jahr 2000 erfolgte eine Komplettsanierung der Sperrmauer, wobei sie als erste Staumauer Deutschlands mit einer Kunststoff-Dichtungsbahn (Geomembran) aus PVC an der Wasserseite abgedichtet wurde.

### Elektrotechnische Ausführung

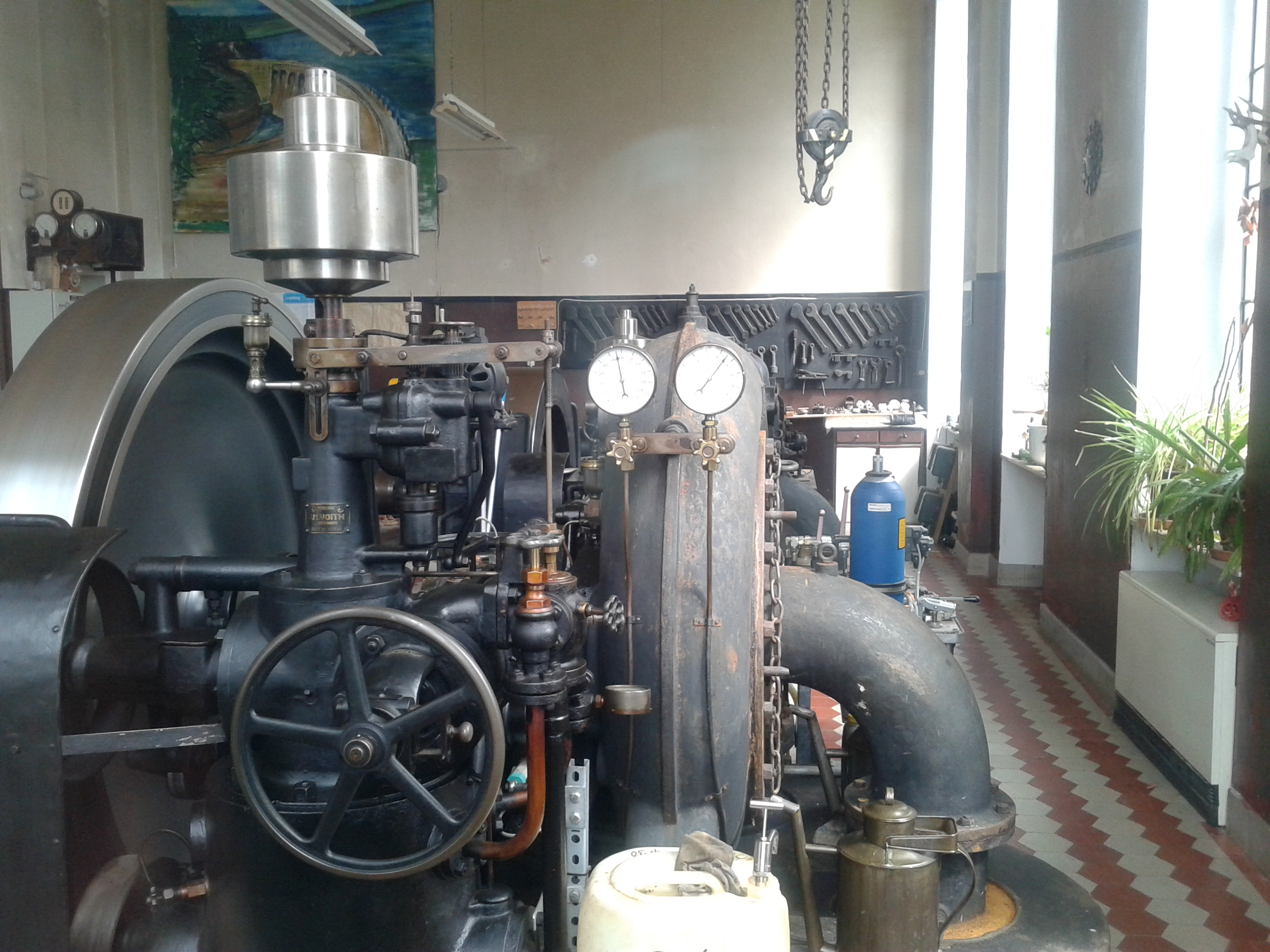
Francis-Spiralturbine mit Schwungrad

Das Kraftwerk ging zunächst mit zwei Maschinensätzen, bestehend aus einer Voith-Spiralturbine und einem Bergmann-Drehstromgenerator mit Erregermaschine und einer Freistrahlturbine mit Drehstromgenerator, 1922 in Betrieb. Der Maschinensatz mit Spiralturbine hatte eine Dauerleistung von 150 kW bei einem Schluckvolumen von 0,25 m³/s, während die Freistrahlturbine 28 kW bei 75 l/s entwickelte. 1924 installierte man zur Abdeckung von Spitzenlasten einen U-Boot-Dieselmotor im Keller des Werksgebäudes und erweiterte die Wasserkraftanlage um einen dritten Maschinensatz, bestehend aus einer Francis-Spiralturbine und Drehstromgenerator, mit einer Dauerleistung von 150 kW. 

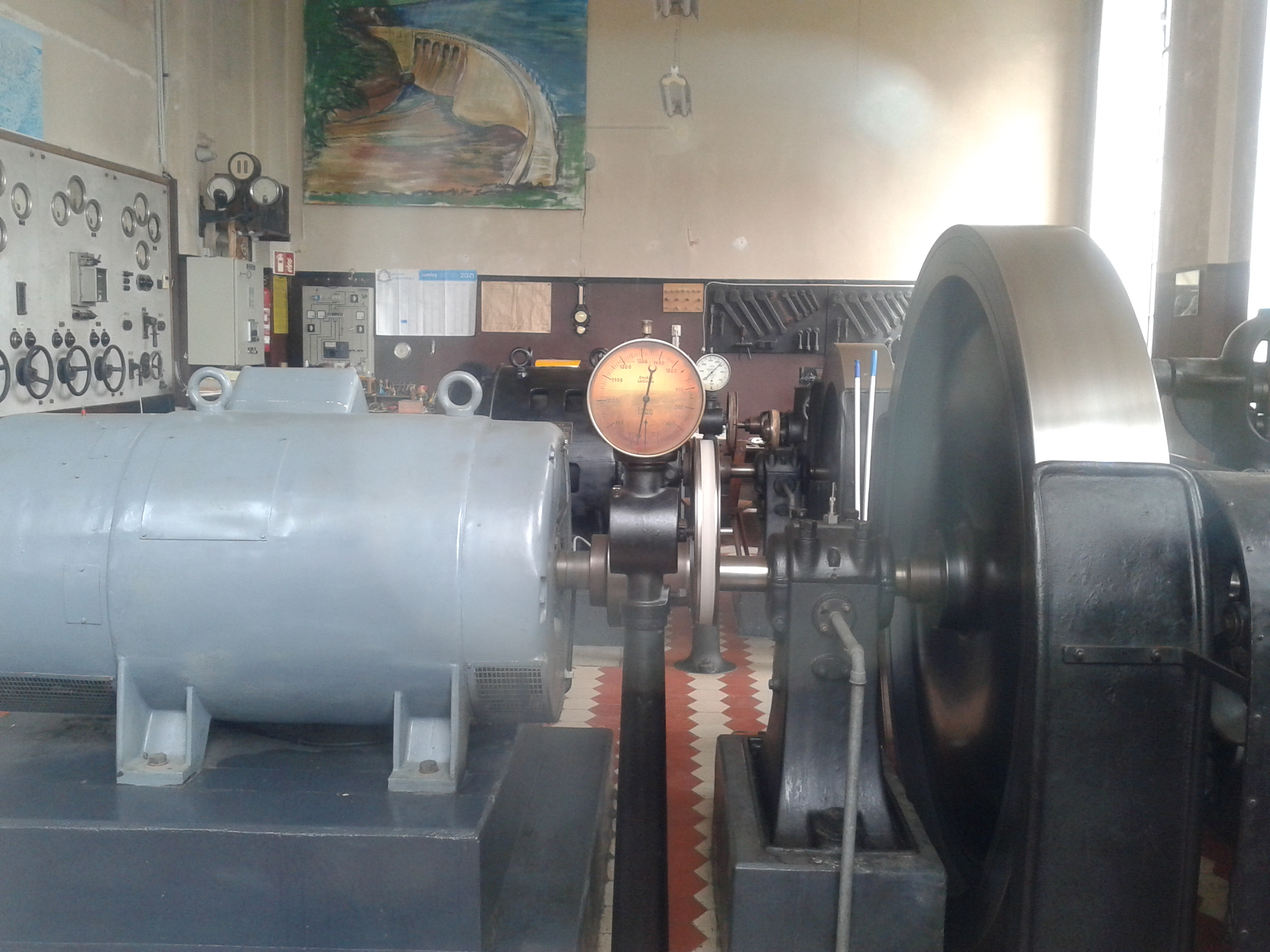
Generator

### Betrieb
1922 ging das Kraftwerk zunächst mit zwei Maschinensätzen in Betrieb und versorgte das Bräunlinger Insel-Gleichstromnetz zusammen mit den heutigen Ortsteilen Waldhausen, Bruggen und Unterbränd mit elektrischer Energie. Um Energie in das Gleichstromnetz einspeisen zu können, wurden das Drehstromkraftwerk Waldhausen und das Gleichstromkraftwerk mittels Quecksilberdampfgleichrichter gekoppelt. Ursprünglich war geplant die beiden durch Dampfmaschinen angetriebenen Generatoren im alten Kraftwerk stillzulegen. Wegen zeitweisem Wassermangel mussten die Dampfmaschinen aber immer wieder in Betrieb genommen werden und die bereits stillgelegten Dampfkessel durch amtliche Revisionen überprüft und reaktiviert werden. 1941 endete dann der Betrieb der Dampfmaschinen endgültig und das Elektrizitätswerk in der Zähringerstraße wurde stillgelegt.
Bis 1949 deckte das Kraftwerk Waldhausen mit der Wasserkraftanlage und dem U-Boot-Diesel den gesamten Strombedarf der Stadt Bräunlingen. Danach erfolgten der Anschluss an das Kraftwerk Laufenburg und die endgültige Umstellung des einstigen Gleichstromnetzes auf Drehstrom bzw. Wechselstrom.
Heute stehen noch zwei der Maschinensätze unverändert im Krafthaus, während beim dritten Maschinensatz 1969 der Generator durch einen Asynchrongenerator ersetzt wurde. Dieser Maschinensatz war bis 2005 in Betrieb und deckte mit 0,7 GWh etwa 6 % des aktuellen Energiebedarfs des städtischen Elektrizitätsnetzes ab.
2005 wurde die ganze Turbinen- und Generatorenanlage sowie die historische Schalttafel stillgelegt. Als Ersatz wurde im Untergeschoss ein neuer Maschinensatz mit einer Durchströmturbine und einer Dauerleistung von 127 kW installiert. Der Wasserdurchfluss und damit die erzeugte elektrische Energie, wir so geregelt, dass der Wasserstand der Brändbachtalsperre um höchsten 30 cm schwankt. Dies ist insbesondere dem FFH-Gebiet rund um den Speichersee geschuldet. Bei einer gleichzeitigen Mindestabflussmenge von 11 l/s in den Brändbach, kommt es heute auch zu Zeiten, in denen die Anlage keine elektrische Energie erzeugt.